# Iureșul săbiilor
Iureșul săbiilor (2000) (titlu original A Storm of Swords) este al treilea roman al seriei Cântec de gheață și foc, o epopee fantasy scrisă de autorul american George R. R. Martin. A apărut pe 8 august 2000 în Marea Britanie, fiind urmată în noiembrie 2000 de ediția din Statele Unite ale Americii. Publicarea sa a fost precedată de o nuvelă intitulată Path of the Dragon ("Calea dragonului"), care reunește unele dintre capitolele lui Daenerys Targaryen într-o singură carte.
Până acum, Iureșul săbiilor este cel mai lung roman al seriei. Din cauza lungimii sale, ediția paperback din Marea Britanie a fost împărțit în două, partea întâi fiind publicată sub titlul Steel and Snow ("Oțel și zăpadă") în iunie 2001 (cu coperta ediției originale), iar partea a doua sub titlul Blood and Gold ("Sânge și aur") în august 2001 (cu o copertă nouă). În Franța, romanul a fost împărțit în patru volume, iar în România în trei.
Iureșul săbiilor a câștigat premiul Locus în 2001, premiul Geffen în 2002 pentru "Cel mai bun roman" și a fost nominalizat în 2001 la premiul Nebula pentru "Cel mai bun roman". A fost primul roman al seriei nominalizat la premiul Hugo, unul dintre cele două premii prestigioase ale scrierilor science fiction și fantasy, pierzând în fața romanului lui J. K. Rowling Harry Potter și Pocalul de Foc.
Meisha Merlin, care a lansat anterior ediții limitate, ilustrate, atât pentru Urzeala tronurilor cât și pentru Încleștarea regilor, plănuiau să lanseze o versiune similară în două volume pentru Iureșul săbiilor. Repetatele întârzieri în lansarea Încleștării regilor a determinat pierderea drepturilor de tipărire de către Meisha Merlin, acestea fiind obținute de Subterranean Press. Ediția lor, ilustrată în întregime de Charles Vess, a fost lansată în vara lui 2006.
Iureșul săbiilor este și numele celei de-a doua versiuni modificate a jocului A Game of Thrones, lansată în iulie 2006.
Cartea a apărut în limba română în anul 2009 în ediție paperback și în 2011 în format hardcover.

## Intriga
Iureșul săbiilor preia povestea cu puțin înaintea sfârșitului precedentului roman, Încleștarea regilor. Cele Șapte Regate sunt devastate în continuare de Războiul Celor Cinci Regi, cu Robb Stark, Balon Greyjoy, Joffrey Baratheon, Stannis Baratheon și Renly Baratheon luptând pentru coroană. Încercarea lui Stannis Baratheon de a lua Debarcaderul Regelui a fost dejucată de noua alianță dintre Casa Lannister (care îl susține pe Joffrey) și Casa Tyrell. Casa Martell a promis și ea să-i susțină pe Lannisteri, dar forțele din Dorne încă nu au ajuns pe câmpul de luptă. Între timp, o armată uriașă de sălbatici mărșăluiește către Zid sub conducerea lui Mance Rayder, având în cale doar forța slabă a Rondului de Noapte. În Estul îndepărtat, Daenerys Targaryen se întoarce în Pentos, sperând să adune forțele necesare pentru a revendica Tronul de Fier.
Romanul începe în ultimele luni din anul 299 După Debarcare (DD) și continuă pe parcursul anului 300 DD.

### În Cele Șapte Regate

#### Nordul / Ținuturile riverane
La Riverrun, Catelyn Stark face un târg cu prizonierul ei, Jaime Lannister: libertatea lui în schimbul libertății fetelor Catelynei. Jamie acceptă și pornește spre sud, escortat de Brienne din Tarth.
Jaime și Brienne sunt prinși de mercenarii cunoscuți sub numele de Bravii Camarazi (aflați acum în slujba lui Roose Bolton) și duși la Harrenhal. Conducătorul lor, Vargo Hoat, cunoscut pentru sadismul și cruzimea sa, îi taie lui Jaimie mâna cu care mânuia sabia, lucru care nu îl impresionează pe lordul său, Roose Bolton. Dimpotrivă, acesta îl trimite pe Jamie la Debarcaderul Regelui împreună cu complimentle sale pentru lordul Tywin. Brienne, valorând puțin ca ostatică, este lăsată la mila lui Hoat, dar Jaime o salvează din mâinile lui.
Armata lui Robb se întoarce la Riverrun după ce a zdrobit forțele Lannisterilor ajunse în zonă. Robb îi dezvăluie mamei sale că s-a căsătorit cu Jeyne Westerling din Crag, încălcându-și jurământul de a lua o femeie din Casa Frey și riscând, în acest fel, să piardă sprijinul acesteia. Robb, ca Rege al Nordului, trece prin momente grele: o treime din soldații săi au fost prinși între lordul Randyll Tarly și Ser Gregor Clegane, iar Casa Greyjoys stăpânește pământurile lui. Robb are însă un plan de a lua Moat Cailin din mâinile Greyjoyilor. Catelyn susține planul, dar îl îndeamnă să câștige din nou sprijinul Freyilor, oricât de dificil ar fi. La puțin timp după aceasta, lordul Hoster Tully moare, iar fratele Catelynei, Edmure, devine lord de Riverrun.
Arya Stark și prietenii ei întâlnesc un grup de oameni condus de lordul Beric Dondarrion și de preotul roșu Thoros din Myr. Grupul lui Beric fusese trimis de lordul Eddard Stark să stăvilească raidurile Lannisterilor, dar a devenit o organizație haiducească care apără țăranii prinși în războiul care devastează zona. Grupul îl întâlnește pe Sandor Clegane și îi acordă un proces prin luptă, pe care îl câștigă, dându-i lordului Beric o lovitură mortală. Spre uimirea Aryei, Thoros îl readuce la viață pe Beric folosind ceea ce el numește un dar de la zeul său, R'hllor. Arya părăsește grupul, dar este prinsă de Sandor Clegane, care e decis să o ducă înapoi familiei sale, în schimbul unei recompense.
Armata lui Robb Stark ajunge la Gemeni, unde Robb își cere iertare de la lordul Walder Frey. Acesta acceptă să îl ierte, cu condiția ca lordul Edmure Tully să se căsătorească cu una dintre fiicele lui, în locul lui Robb. În timpul nunții, Boltonii și Freyii, înarmați și îmbărcați în armuri, îi omoară pe mulți dintre susținătorii Casei Stark. Lui Robb și Catelyn li se taie gâtul, primul fiind decapitat și fiindu-i pus pe umeri capul lupului său străvechi, Vânt Cenușiu. Mama sa este dezbrăcată și aruncată în râu, iar mulți dintre lorzii nordici sunt uciși sau capturați.
Arya și Sandor ajung în taberele din jurul castelului, chiar în timpul desfășurării "Nunții Roșii". Dându-și seama că se petrece un lucru îngrozitor, Arya încearcă să intre în castel pentru a-și salva mama, dar Sandor o împiedică și o duce în josul râului. În timpul unui vis în care vede lumea prin ochii lupului ei străvechi de mult plecat, Nymeria, ea trage la mal cadavrul unei femei. Când se trezește, Arya îi spune lui Sandor că mama ei, Catelyn, e moartă.
Arya și Sandor dau peste câțiva dintre oamenii lui Gregor Clegane. În lupta iscată între ei, cei din urmă sunt uciși, dar Sandor este rănit. Rana i se infectează, dar Arya refuză să îi ofere o moarte rapidă și îl părăsește sub un copac. Într-un port, ea găsește o corabie aparținând Orașului Liber Braavos, dar aceasta refuză să o ducă spre nord. Când folosește moneda pe care i-o dăduse Jaqen H'ghar, căpitanul devine binevoitor și o ia la bord, dar nu o duce spre nord, ci spre Braavos.

#### Sudul / Debarcaderul Regelui
Davos Seaworth este aruncat de ape pe o insulă stâncoasă din marea îngustă, după ce a fost aproape să moară în Bătălia de la Apa Neagră. El este găsit de oamenii lui Stannis și dus la Piatra Dragonului. Davos o învinuiește pe preoteasa roșie Melisandre pentru înfrângerea lui Stannis și plănuiește să o omoare, dar este încarcerat pentru trădare. Melisandre îi dezvăluie lui Davos că înfrângerea lui Stannis se datorează faptului că ea nu a fost implicată în bătălie și îi cere să fie onest cu regele. De asemenea, îi povestește despre zeul ei, R'hllor, Stăpânul Luminii și al Focului, și despre dușmanul acestuia, Stăpânul Întunericului și al Frigului, a căror luptă durează de la începutul lumii. Stannis îl eliberează pe Davos și îi cere să-i devină Mână, lucru pe care acesta îl acceptă.
Debarcaderul Regelui își revine după ce a scăpat de amenințarea lui Stannis Baratheon, iar Tyrelli sunt aclamați ca eliberatori. Regele Joffrey acceptă să încalce jurământul făcut Sansei Stark și promite să se însoare cu lady Margaery Tyrell. Libertatea Sansei este de scurtă durată, căci este obligată să se mărite cu Tyrion Lannister. Tyrion a fost desfigurat în bătălie, pierzându-și nasul, dar o tratează frumos pe Sansa. Tywin a devenit Mână, dându-i lui Tyrion doar un rol de sfetnic. Balon Greyjoy din Insulele de Fier îi oferă lui Tywin un tratat de alianță, dar acesta îl refuză.
La Piatra Dragonului, Melisandre vrea să sacrifice sânge regal pentru a trezi 'dragonii de piatră', despre care crede că sunt statuile gigantice care străjuiesc castelul. Stannis dă focului ei sânge din sângele său și numește trei oameni pe care îi dorește morți: Balon Greyjoy, Joffrey Baratheon și Robb Stark. (Cronologic, acest eveniment are loc înaintea Nunții Roșii.)
Degețel pleacă de la Debarcaderul Regelui către Eyrie, pentru a se însura cu lady Lysa Arryn și a-i oferi regelui Jeoffrey sprijinul său. 
La Debarcaderul Regelui se află despre moartea lui Robb Stark în timpul Nunții Roșii, precum și despre moartea lui Balon Greyjoy, care a căzut de pe un pod. În timpul nunții dintre Margaery și Joffrey, acesta din urmă se sufocă și moare. Tyrion bănuiește că regele a fost otrăvit și verifică pocalul, înainte să realizeze că poate fi chiar el acuzat de crimă. Sora lui, Cersei, cere arestarea și judecarea lui. Soția lui, Sansa, este scoasă din castel de Degețel, cu ajutorul lui Ser Dontos, fiind dusă în Eyrie.
Davos Seaworth învață să citească și să scrie. El primește de la Rondul de Noapte un mesaj în care regelui Stannis îi este cerut ajutorul împotriva armatei lui Mance Rayder. Reușita vrăjilor Melisandrei l-a convins pe Stannis să îl sacrifice pe Edric Storm pentru a trezi dragonii, dar Davos îl ajută pe acesta să fugă.
Jaime Lannister și Brienne din Tarth ajung la Debarcaderul Regelui, unde află că fratele lui Jeoffrey, Tommen, a moștenit tronul, dar încă nu a fost încoronat, că Tyrion este judecat pentru uciderea lui Jeoffrey, iar Casa Tyrell o consideră pe Brienne responsabilă pentru moartea regelui Renly. Jaime devine Lord Comandant al Gărzii Regelui, refuzând oferta tatălui său de a fi făcut moștenitor la Casterly Rock și, de asemenea, refuzând să creadă în pretențiile lui Cersei că Tyrion l-a ucis pe Joffrey.
Tyrion pare condamnat, căci Cersei a adus o sumedenie de martori care să vorbească împotriva lui, inclusiv pe Varys (maestrul șoaptelor, echivalentul șefului serviciilor secrete) și pe Shae (târfa lui Tyrion). Tyrion este abordat de lordul Oberyn Martell din Dorne, care se oferă să lupte pentru el împotriva campionului lui Cersei, Ser Gregor Clegane, "Muntele care Călărește". Lupta are loc și, în mod surprinzător, Oberyn se dovedește mai bun, dar se joacă prea mult cu Gregor și, în cele din urmă, face o greșeală și e omorât de acesta. Tyrion este condamnat la moarte, dar evadează din celula sa cu ajutorul fratelui său, Jaimie, și a lui Varys. Înainte de a părăsi castelul, Tyrion află de la Jaimie că prima lui soție, pe care o iubise mult înainte ca tatăl său să îi dezvăluie că era o prostituată plătită, era de fapt o fată onorabilă de fermier. Tyrion consideră acest lucru o trădare de neiertat din partea fratelui și a tatălui său, jurându-le amândurora răzbunare. Prima dintre ele, asupra tatălui său, este pusă în practică în timpul evadării, Tyrion omorându-l cu o arbaletă. 
Jaime îi dă Briennei spada pe care lordul Tywin a făcut-o din lama de oțel valyrian a săbiei lui Eddard Stark și o trimite să își îndeplinească jurământul făcut ladyei Catelyn, de a le găsi pe Arya și pe Sansa și de a le aduce acasă. De asemena, îi dezvăluie că motivul pentru care el și-a încălcat propriu jurământ, omorându-l pe regele Aerys cu mult timp în urmă, a fost acela că regele plănuia să distrugă orașul. Astfel, el a ales să poarte pecetea infamiei tot restul vieții pentru a salva oameni nevinovați.
La Eyrie, Sansa trăiește cu frică, datorită prihozei crescânde a mătușii ei, Lysa. Degețel o salvează de actuala lui soție, pe care o împinge în prăpastie prin 'poarta lunii'. Sansa află că Degețel i-a spus Lysei să își otrăvească soțul, pe Jon Arryn, și să dea vina pe Lannisteri.

### Pe Zid
Un detașament al Rondului de Noapte așteaptă vești de la Qhorin Halfhand și Jon Snow. Detașamentul este atacat de legendarele creaturi ale gheții, dar reușește să se retragă. Samwell Tarly îl ucide pe unul dintre Ceilalți cu un pumnal de obsidian, sau "sticla dragonului". Rondul se regrupează la Fortăreața lui Craster, dar unii dintre frați se revoltă și îl ucid pe Lordul Comandant Jeor Mormont. Sam reușește să scape cu ajutorul uneia dintre fiicele-soții ale lui Craster, Gilly, pornind împreună către sud, spre Zid. Ei întâlnesc o ființă ciudată care călare pe un elan, Mâini Reci, care îi ajută.
Jon Snow este dus la Mance Rayder, pe care reușește să îl convingă că a dezertat din Rond. El află că Ceilalți îi împing de la spate pe sălbatici spre Zid. Mance caută legendarul Corn al Iernii, care va dărâma zidul când se va suna din el, dar nu a reușit să îl găsească. Jon nu e convins de acest lucru și evadează din rândul sălbaticilor, fugind către Castelul Negru pentru a-și avertiza frații de amenințare. Cu mulți dintre membrii Rondului morți sau lipsă, Jon trebuie să conducă o apărare firavă. 
Bran Stark, Jojen și Meera Reed, evadați din ruinele Winterfellului, sunt călăuziți spre nord de visurile ciudate ale lui Bran despre corbul cu trei ochi. Ajunși la Zid, îi întâlnesc pe Samwell Tarly și pe Gilly, care îi duc la Mâini Reci. Acesta îi conduce mai departe, spre nord, în timp ce Sam revine la Castelul Negru, după ce jură că va păstra secretul despre supraviețuirea celor trei.
Armata sălbaticilor, numărând peste patruzeci de mii de luptători, ajunge la Castelul Negru și atacă Zidul. Jon conduce o apărare înverșunată, dar Rondul pare depășit. Lucrurile iau o întorsătură și mai rea când Janos Slynt îl acuză pe Jon Snow de trădare. El îl trimite pe Jon să negocieze cu Mance Rayder, ocazie cu care află că acesta se află în posesia Cornului Iernii, dar ar prefera să fie lăsat să treacă de Zid, decât să îl dărâme: fără Zid, ce îi va mai opri pe Ceilalți? În ultima clipă sosește armata lui Stannis Baratheon, care risipește armata sălbaticilor, luându-l prizonier pe Rayder. Stannis aflase despre cererea de ajutor a Rondului din scrisoarea citită de Ser Davos Seaworth, iar Melisandre a crezut că invazia sălbaticilor este preludiul revenirii Celuilalt, inamicul jurat al zeului roșu R'hllor. Stannis îi oferă lui Jon Snow Winterfellul și Nordul, dar tânărul este ales Lord Comandant al Rondului de Noapte, cu ajutorul unor manevre de culise ale lui Samwell Tarly.

### În Est
Revenită la Pentos pe mare, Daenerys Targaryen află de la Ser Jorah Mormont că din orașele Golfului Sclavilor pot fi cumpărate armate de sclavi. Daenerys acceptă să dea unul dintre dragonii ei în schimbul întregii armate de sclavi ai Celor Nepătați, temuții eunuci-războinici ai Astaporului. După ce Daenerys este declarată noua lor stăpână, dragonul oferit în schimb îi arde de vii pe stăpânii de sclavi, iar Cei Nepătați pustiesc orașul. Daenerys eliberează toți sclavii Astaporului, apoi îi obligă pe conducătorii din Yunkai să își pună sclavii în slujba ei. Însă conducătorii din Meereen aleg să o sfideze, omorând copii sclavi, iar Daenerys le asediază fără succes orașul.
Daenerys descoperă în tabăra sa doi trădători: Ser Jorah Mormont și Arstan Barbă Albă. Natura trădării lor e diferită; în timp ce Mormont vindea informații despre ea lui Robert Baratheon, Arstan este un pseudonim al lui Ser Barristan Selmy, fostul Lord Comandant al Gărzii Regale, care vrea să aducă pe tronul Westerosului adevăratul moștenitor al Targaryenilor. Daenerys le oferă amândurora ocazia de a se revanșa: să se strecoare în Meereen și să elibereze scalvii, stârnind o revoltă. Acest lucru duce la căderea Meereenului, iar Daenerys îl iartă pe Barristan Selmy și îl face Lord Comandant al Gărzii Reginei. Incapabilă să se mai încreadă în Mormont, îl exilează. Daenerys se hotărăște să conducă Meereenul, pentru a învăța să devină regina de care are nevoie Westerosul.

## Personaje
Povestea este relatată prin intermediul a 10 personaje principale, a unui prolog și a unui epilog (primul din această serie):
- Prolog: Chett, un Frate Jurat al Rondului de Noapte
- Ser Jaime Lannister, cel mai vârstnic fiu al lui Tywin Lannister, frate cu Tyrion Lannister, ținut prizonier de Regele Nordului la Riverrun
- Jon Snow, fiul bastard al lui Eddard Stark, Frate Jurat al Rondului de Noapte
- Lady Catelyn Stark, din Casa Tully, văduva lordului Eddard Stark
- Tyrion Lannister, fiul mai mic al lui Tywin Lannister, pitic, frate cu Ser Jaime Lannister
- Prințesa Sansa Stark, fata mai vârstnică a lui Eddard și Catelyn Stark, ținută prizonieră de Regele Tronului de Fier la Debarcaderul Regelui
- Prințesa Arya Stark, fata mai mică a lui Eddard și Catelyn Stark, dispărută și considerată moartă
- Prințul Bran Stark, fiu lui Eddard și Catelyn Stark, Prinț de Winterfell, moștenitor al Nordului, considerat mort
- Samwell Tarly, fiul obez și laș al lordului Tarly și Frate Jurat al Rondului de Noapte, fost moștenitor al Horn Hillului
- Ser Davos Seaworth, un contrabandist ridicat la rang de cavaler în serviciul regelui Stannis Baratheon
- Regina Daenerys Targaryen, Născută din Furtună, din dinastia Targaryen
- Epilog: Merrett Frey, membru al numeroasei familii Frey.

## Anecdote
Martin nu a scris capitolul Nunții Roșii până ce nu a terminat toate celelalte capitole ale cărții, considerând-o o experiență dureroasă.
În 2001, Martin a pierdut premiul Hugo pentru "Cel mai bun roman" în favoarea lui J. K. Rowling. După această întâmplare, el a făcut următorul comentariu legat de fanii săi: "Mori de ciudă, Rowling. Poate că tu ai miliarde de dolari și Hugo-ul meu, dar nu ai asemenea cititori."
The Brotherhood Without Banners, introdus în Iureșul săbiilor dar amintit în romanele anterioare, a devenit numele fan-grupului oficial al lui George R. R. Martin. Numele a fost adoptat în prima jumătate a anului 2001, grupul ținându-și prima adunare cu ocazia Worldcon-ului din 2001 din Philadelphia.
Pe 6 octombrie 2009, Martin nota pe blogul său că manuscrisul pentru Iureșul săbiilor are 1521 de pagini; prima ediție hardcover a avut 992 de pagini.

## Aluzii și referiri la alte opere
În Iureșul săbiilor este menționat un personaj pe nume Trebor Jordayne din Tor; Tor Books este bine-cunoscutul editor al autorului de fantasy Robert Jordan, iar "Trebor" este "Robert" pe dos. Un vas numit  Pisica Tărcată (Cobblecat în original) este menționat ca fiind cel cu care naviga Davos Seaworth când a văzut prima dată Zidul; în povestea lui Martin "O fiară pentru Norn" apare o panteră de cobalt (cobalcat în original).

## Traduceri în limba română
- 2009 - Iureșul săbiilor (3 vol.), ed. Nemira, colecția "Nautilus", traducere Laura Bocancios, 1784 pag., ISBN 978-606-92091-9-6
- 2011 - Iureșul săbiilor (cartonată), ed. Nemira, colecția "Nautilus", traducere Laura Bocancios, 1312 pag., ISBN 978-606-579-245-6
- 2013 - Iureșul săbiilor (2 vol.), ed. Nemira, colecția "Nautilus", traducere Laura Bocancios, 1208 pag., ISBN 978-606-579-638-6

## Premii și nominalizări
- premiul Hugo - "Cel mai bun roman" (nominalizare) - (2001)[2]
- premiul Locus - "Cel mai bun roman" (fantasy) (câștigător) - (2001)[2]
- premiul Nebula - "Cel mai bun roman" (nominalizare) - (2001)[2]
- premiul Geffen - "Cea mai bună carte fantasy" (câștigător) - (2002)
- premiul Ignotus - "Cel mai bun roman" (străin) (câștigător) - (2006)